# Mšené-lázně
Mšené-lázně là một làng thuộc huyện Litoměřice, vùng Ústecký, Cộng hòa Séc.